# Nokia Lumia 720
Nokia Lumia 720 là một thiết bị chạy Windows Phone 8 được sản xuất bởi Nokia. Nó được giới thiệu tại Triển lãm di động toàn cầu 2013.

## Phần cứng
Chiếc điện thoại này có một loạt phần lưng 'Shell' cho phép người dùng tùy biến điện thoại của họ cũng như thêm các chức năng khác như sạc không dây nếu có nắp lưng được lắp vào. Tính năng này cung cấp các lợi ích của việc cho phép một vỏ bị trầy hoặc bị hỏng phím được thay thế (phím âm lượng, nguồn và camera chuyên dụng) nằm bên phải, với một jack cắm tai nghe 3.5mm trên đầu và cổng microUSB ở bên dưới.
Ở độ dày 9mm, Nokia Lumia 720 là điện thoại vỏ nguyên khối polycarbonate mỏng nhất cho đến nay.

### Màn hình
Nó có màn hình 4,3 inch với độ phân giải WVGA 800 x 480 pixels và tỉ lệ màn hình 15:9.
Các tính năng khác:
- ClearBlack cải thiện khả năng hiển thị ngoài trời
- Màn hình cảm ứn siêu nhạy giúp dễ dàng thao tác bằng găng tay, móng tay và các vật khác
- Trang bị kính cường lực Corning® Gorilla® Glass 2.[5]

### Pin
Hỗ trợ sạc không dây sử dụng nắp lưng tuỳ chọn. Pin cũng có thể được sạc bằng cáp sạc thường hoặc qua cổng USB.
Pin có dung lượng 2000 mAh giống như Lumia 920 có màn hình lớn hơn nên có tuổi thọ pin dài hơn.

## Phần mềm
Đây là điện thoại Nokia đầu tiên để thay thế Nokia Maps với bộ dịch vụ Here điều hướng như Here Maps, Here Transit và HERE Drive, nhưng nó thiếu HERE Drive+ không giống như các thiết bị Lumia thế hệ thứ hai khác.
Như những thiết bị Lumia khác, 720 bao gồm các ứng dụng độc quyền của Nokia để phân biệt với các dòng thiết bị Windows Phone 8 khác từ các nhà sản xuất thiết bị cầm tay khác như HTC 8X, Samsung Ativ S, Huawei Ascend W1 và các thiết bị khác.
Bản cập nhật "Black" được mong chờ đã được ra mắt cho Nokia Lumia 720 ở hầu hết mọi nơi trên thế giới. Nó mang lại nhiều tính năng mới như màn hình Glance (Phiên bản 2.0), Nokia Camera, khoá xoay màn hình, đóng các ứng dụng đa nhiệm và nhiều cải tiến hệ thống khác.

## Sự có mặt
Nokia không mong đợi các nhà khai thác đang sử dụng LTE để cung cấp thiết bị này bởi vì đây là một thiết bị HSPA+ và không thể tận dụng lợi thế nhanh hơn mạng 4G LTE.